# Chico i Rita
Chico i Rita (oryg. Chico & Rita) – hiszpańsko-brytyjski film animowany z 2010 roku, nawiązujący do historii kubańskiej muzyki rozrywkowej przed rewolucją i dojściem do władzy Fidela Castro. Polska premiera miała miejsce 1 lipca 2011.

## Fabuła
Film w luźny sposób nawiązuje do historii muzyki rozrywkowej na Kubie i losów muzyków lat 40 i 50 – XX wieku. Akcja filmu rozpoczyna się w 1948 r. Tytułowymi bohaterami są utalentowany pianista Chico i wokalistka Rita, których łączy nie tylko gorąca kubańska muzyka, ale także namiętny romans i miłość. Mimo rozstań i indywidualnych prób zrobienia kariery, los wielokrotnie splata ich drogi. Akcja dzieje się nie tylko na Kubie, ale także w USA i Francji, gdzie oboje młodych ludzi próbuje przebić się i realizować własne marzenia. Kiedy wydaje się, że sukces jest na wyciągnięcie dłoni, na drodze staje im segregacja rasowa, a Chico deportowanego z USA na Kubę zastaje rewolucja. W finałowej scenie filmu, po upływie wielu lat, Chico mimo podeszłego wieku zostaje ponownie odkryty przez sympatyków swojej twórczości i zaczyna realizować spóźnioną karierę. Trafiając do USA, odszukuje Ritę, która jak się okazuje czekała na niego przez te wszystkie lata.

## Inspiracje
Tytułowa postać Chico była luźno inspirowana pianistą Bebo Valdésem (1918–2013), który był również autorem muzyki do filmu. Podobnie jak filmowy Chico, Bebo był kierownikiem orkiestry w najpopularniejszym hawańskim klubie "Tropicana", a jego ponowna kariera rozpoczęła się dopiero w latach 90. Postać Rity inspirowana jest z kolei Ritą Montaner (1900–1958), jednak w przeciwieństwie do filmowej Rity, ta prawdziwa zrobiła wielką karierę i cieszyła się popularnością aż do samej śmierci.
W filmie pojawiają się też inne znane postacie z ówczesnego środowiska muzycznego Kuby i USA: Chucho Valdés, Dizzy Gillespie, Charlie Parker, Chano Pozo, Tito Puente, Ben Webster i Thelonious Monk.

## Odbiór filmu
W 2011 film zdobył Nagrodę Goya przyznaną przez Hiszpańską Akademię Sztuki Filmowej w kategorii najlepszy film animowany. W tym samym roku otrzymał również Europejską Nagrodę Filmową w tej samej kategorii. W 2012 nominowany był w kategorii najlepszy długometrażowy film animowany podczas 84 ceremonii wręczenia Oscarów oraz do nagrody Annie.